# ミニハムず
ミニハムず（Minihams）は、日本のアニメ映画『とっとこハム太郎』の劇中に登場する架空のアイドルグループ。声優とキャラクターのモチーフはミニモニ。。
ミニハムずのキャラクターデザインは河井リツ子が担当。メンバーの名前はつんく♂が命名した。

## 概要
- ハムスターが暮らす架空の国、ハムハムランドで活躍する人気アイドルグループ。
- 2001年12月5日、シングルCD「ミニハムずの愛の唄」で人間界でもデビューを果たした。
- ハムハム大学（ハムハムランドにある架空の大学）で学園祭ライブを行ったことがあるといわれており[3]、ハムージャ王とも大変仲が良い[4]。
- 劇中には登場しないが、設定ではステージ衣装を860着用意しているとされる[5]。
- 第3作までの劇場版に毎回登場するが、ストーリーにはほとんど関係しない。

## メンバー
ぐっちゃん（声優：矢口真里）
好物はいちごポッキー、石焼ビビンバ、具なし焼きそば。
滑り台、回し車で遊ぶことが好き。
趣味は休日に109で買い物をすること。
たかはしがメンバーになってからは登場していない（矢口がミニモニを卒業したため）。
誕生日は1月20日。身長は6.8cm。ラテン文字表記はGOOD-chan。
名前の由来は矢口真里の愛称「やぐっちゃん」から。
のんのちゃん（声優：辻希美）
好物はリンゴ、イチゴ、スイカ、メロン、パイナップル、ヒマワリの種。
遊園地で遊ぶことが大好き。
誕生日は6月17日。身長は6.8cm。ラテン文字表記はNONNO-chan。
名前の由来は辻希美の愛称「ののちゃん」から。
あい〜んちゃん（声優：加護亜依）
好物は綿飴、リンゴ。
ふわふわのベッドで眠ることが大好き。
ヒマワリの種を育てている。
誕生日は2月7日。身長は6.8cm。ラテン文字表記はAI-N-chan。
名前の由来は加護亜依の「亜依」から。名前の通り、志村けんの持ちギャグ「アイーン」をすることがある。
メリカちゃん（声優：ミカ）
好物はクリ、アーモンド。
英語が話せる。
トイレットペーパーの芯の中にいることが好き。
誕生日は5月28日。身長は6.8cm。ラテン文字表記はMERICA-chan。
名前の由来はミカがアメリカ出身であることから。
たかはし（声優：高橋愛）
福井弁を話す。
卒業したぐっちゃんに代わって加入し、新メンバーとして紹介されている。
同じく高橋が声をあてるモーハムずのタカハムがいるが、たかはしとタカハムが同一人物なのか別のハムスターかは発表がない。
誕生日は9月14日。身長は6.8cm。ラテン文字表記はTAKAHASHI。
名前の由来は高橋愛の姓名をひらがなにしたもの。

## 出演

### 映画
- 劇場版 とっとこハム太郎 ハムハムランド大冒険（2001年）
- 劇場版 とっとこハム太郎 ハムハムハムージャ! 幻のプリンセス（2002年）

全世界ツアー中に、たまたま来ていたハムージャ王国で騒動に巻き込まれる。
衣装のデザインは前作と同じだが、当初はモーハムずに合わせたハムージャ王国スタイルで登場する案もあった。
- 劇場版 とっとこハム太郎 ハムハムグランプリン オーロラ谷の奇跡 リボンちゃん危機一髪!（2003年）

ミニモニのメンバー交代に伴い、ぐっちゃんが卒業し、たかはしが加入した。衣装も一新されている。ハムハムグランプリンのスペシャルサポーターとして登場。
※映画第4作『劇場版 とっとこハム太郎 はむはむぱらだいちゅ! ハム太郎とふしぎのオニの絵本塔』ではミニモニ。の活動停止に伴い、あややムwithエコハムずに交代した。

### テレビ番組
- おはスタ（テレビ東京）
- 第52回NHK紅白歌合戦（2001年。NHK）
  - 「Kids Dream」のコーナーに着ぐるみで出場。一部のハムちゃんずメンバー（ハム太郎、リボンちゃん、まいどくん）・モーニング娘。の5期メンバー（新垣里沙、小川麻琴、高橋愛、紺野あさ美）・子供ダンサーと共に「ハム太郎とっとこうた」を歌った[13]。

## あややムwithエコハムず
あややムwithエコハムず（あややム ウィズ エコハムず）は、日本のアニメ映画『とっとこハム太郎』に登場する劇中キャラクターユニット。
あややムは松浦亜弥が、エコハムずはエコモニ。（石川梨華・道重さゆみ）が声優として演じている。いずれもハロー!プロジェクト所属。

### 概要
『劇場版 とっとこハム太郎 はむはむぱらだいちゅ! ハム太郎とふしぎのオニの絵本塔』（2004年、東宝）（DVD:2005年7月、発売元：小学館・販売元：コロムビアミュージックエンタテインメント（現・日本コロムビア））に登場した。
あややムはハム太郎のゲスト相手役、エコハムずはあややムの従者という役柄であり、前3作の主題歌を担当したミニハムずとは異なり物語の中核を担った。
松浦亜弥とエコモニ。は、映画公開時の舞台挨拶ではハムスター耳付きのカチューシャ＋劇中であややムwithエコハムずが着用している物と同じ色・柄のコスチュームで登場した。

### CD
- 天才!LET'S GO あややム（2004年11月26日）[15]
  - 題名になっている「天才!LET'S GO あややム」は映画主題歌で、全編松浦亜弥がメインで歌唱している。演奏時間は約2分30秒だが、映画のエンドロールでは延長されて使用されている。
  - C/Wである「エコのワルツ」はエコハムず（エコモニ。）だけで歌唱していて、映画中は歌われていない全く独自の作品世界になっている。